# Microsema croceata
Microsema croceata là một loài bướm đêm trong họ Geometridae.